# 16e Grammy Awards
De zestiende editie van de jaarlijkse uitreiking van de Grammy Awards vond plaats op 2 maart 1974 in Los Angeles. De tv-uitzending werd voor het derde jaar gepresenteerd door Andy Williams.
Grote winnaar was Stevie Wonder, die met vier Grammy's naar huis ging, onder meer voor zijn album Innervisions, dat de prijs kreeg voor Album of the Year. Verder kreeg hij twee prijzen voor de hit Superstition en eentje voor het nummer You Are the Sunshine of My Life, twee nummers die op Wonders vorige album Talking Book stonden.
Naast deze prijzen ging er ook nog een Grammy naar twee technici voor hun werk op Innervisions.
Een andere grootverdiener was Roberta Flack, die twee Grammy's kreeg voor Killing Me Softly with His Song, onder meer voor Record of the Year. Het was de tweede opeenvolgende keer dat Flack deze categorie won; in 1973 kreeg ze de prijs voor The First Time Ever I Saw Your Face. Zij is nog altijd de enige artiest die twee keer achter elkaar de Grammy voor Record of the Year heeft gewonnen.
Killing Me Softly with His Song werd drie keer onderscheiden: twee keer voor Roberta Flack en één keer voor de componisten ervan, Charles Fox en Norman Gimbel, in de categorie Song of the Year.
Gladys Knight & the Pips en dirigent Pierre Boulez waren de enige anderen die meer dan één Grammy in de wacht sleepten; zij wonnen twee keer. Pianist Vladimir Horowitz won zijn twaalfde Grammy sinds 1961, dit keer in de categorie voor beste klassieke solist.
Een opvallende winnares was Olivia Newton-John, die een Grammy won in de categorie Best Country Vocal Performance. Zij is de enige Europese (Britse) artiest die ooit een Grammy in de country-categorieën heeft gewonnen. Haar overwinning leidde tot nogal wat ophef, omdat veel mensen in de Amerikaanse country-wereld het onterecht vonden dat zij als niet-Amerikaanse deze prijs won.

## Winnaars

### Algemeen
- Record of the Year
  - Killing Me Softly with His Song - Roberta Flack (uitvoerende), Joel Dorn (producer)
- Album of the Year
  - Innervisions - Stevie Wonder
- Song of the Year
  - Charles Fox & Norman Gimbel (componisten) voor Killing Me Softly with His Song (uitvoerende: Roberta Flack)
- Best New Artist
  - Bette Midler

### Pop
- Best Pop Vocal Performance (zangeres)
  - Killing Me Softly with His Song - Roberta Flack
- Best Pop Vocal Performance (zanger)
  - You Are the Sunshine of My Life - Stevie Wonder
- Best Pop Vocal Performance (duo/groep)
  - Neither One of Us (Wants to Be the First to Say Goodbye) - Gladys Knight & the Pips
- Best Pop Instrumental Performance
  - Also Sprach Zarathustra (2001: A Space Oddyssey) - Deodato

### Country
- Best Country Vocal Performance (zangeres)
  - Let Me Be There - Olivia Newton-John
- Best Country Vocal Performance (zanger)
  - Behind Closed Doors - Charlie Rich
- Best Country Vocal Performance (duo/groep)
  - From The Bottle to the Bottom - Rita Coolidge & Kris Kristofferson
- Best Country Instrumental Performance
  - Dueling Banjos - Eric Weissberg & Steve Mandell
- Best Country Song
  - Kenny O'Dell (componist) voor Behind Closed Doors (uitvoerende: Charlie Rich)

### R&B
- Best R&B Vocal Performance (zangeres)
  - Master of Eyes - Aretha Franklin
- Best R&B Vocal Performance (zanger)
  - Superstition - Stevie Wonder
- Best R&B Vocal Performance (duo/groep)
  - Midnight Train to Georgia - Gladys Knight & the Pips
- Best R&B Instrumental Performance
  - Hang on Sloopy - Ramsey Lewis
- Best R&B Song
  - Stevie Wonder (componist) voor Superstition

### Folk
- Best Ethnic or Traditional Recording
  - Then and Now - Doc Watson

### Gospel
- Best Gospel Performance
  - Release Me (From My Sin) - Blackwood Brothers
- Best Soul Gospel Performance
  - Loves Me Like A Rock - Dixie Hummingbirds
- Best Inspirational Performance
  - Let's Just Praise The Lord - Bill Gaither Trio

### Jazz
- Best Jazz Performance (solist)
  - God Is In The House - Art Tatum
- Best Jazz Performance (groep)
  - Supersax plays Bird - Supersax
- Best Jazz Performance (big band)
  - Giant Steps - Woody Herman

### Klassieke muziek
Vetgedrukte namen ontvingen een Grammy. Overige uitvoerenden, zoals orkesten, solisten e.d., die niet in aanmerking kwamen voor een Grammy, staan in kleine letters vermeld.
- Best Classical Performance (orkest)
  - Bartók: Concert voor orkest - Pierre Boulez (dirigent)
  - New York Philharmonic (orkest)
- Best Classical Performance (vocale solist)
  - Puccini: Heroines - Leontyne Price
  - Edward Downes (dirigent); New Philharmonia Orchestra
- Best Opera Recording
  - Bizet: Carmen - Leonard Bernstein (dirigent); Tom Mowrey (producer)
  - Marilyn Horne, Tom Krause, Adriana Maliponte, James McCracken (solisten); Metropolitan Opera Orchestra & Chorus
- Best Classical Performance (koor)
  - Walton: Belshazzars feest - Andre Previn (dirigent); Arthur Oldham (koordirigent)
  - London Symphony Orchestra & Chorus
- Best Classical Performance (instrumentale solist, met orkestbegeleiding)
  - Beethoven: Vijf pianoconcerten - Vladimir Ashkenazy
  - Chicago Symphony Orchestra o.l.v. Georg Solti
- Best Classical Performance (instrumentale solist zonder orkestbegeleiding)
  - Horowitz Plays Scriabin - Vladimir Horowitz
- Best Chamber Music (Beste kamermuziek)
  - Joplin: The Red Back Book - Gunther Schuller
  - New England Conservatory Ragtime Ensemble
- Album of the Year (Classical)
  - Bartók: Concert voor orkest - Pierre Boulez (dirigent); Thomas Z. Shepard (producer)
  - New York Philharmonic

### Comedy
- Best Comedy Recording
  - Los Cochinos - Cheech & Chong

### Composing and Arranging (Composities en arrangementen)
- Best Instrumental Composition
  - Gato Barbieri (componist) voor Last Tango in Paris
- Best Original Score Written for a Motion Picture or TV Special (Beste muziek geschreven voor een film of televisieprogramma)
  - Jonathan Livingston Seagull - Neil Diamond (componist & uitvoerende)
- Best Instrumental Arrangement
  - Quincy Jones (arrangeur) voor Summer in the City
- Best Arrangement Accompanying Vocalist(s) (Beste arrangement voor een opname met zang)
  - George Martin (arrangeur) voor Live and Let Die (uitvoerenden: Paul McCartney & Wings)

### Kinderrepertoire
- Best Recording for Children
  - Sesame Street Live - Joe Raposo (producer)

### Musical
- Best Score (originele cast van een musical)
  - A Little Night Music - Stephen Sondheim (componist); Goddard Lieberson (producer)

### Hoezen
- Best Album Package
  - Wilkes & Braun (ontwerpers) voor Tommy, uitgevoerd door het London Symphony Orchestra
- Best Album Notes (Beste hoestekst)
  - Dan Morgenstern (schrijver) voor God Is In The House, uitgevoerd door Art Tatum
- Best Album Notes (Classical) (Beste hoestekst op een klassiek album)
  - Glenn Gould (schrijver) voor Hindemith: Sonatas for Piano (Complete), uitgevoerd door Glenn Gould

### Production and Engineering (Productie en Techniek)
- Best Engineered Recording - Non-Classical (Beste techniek op een niet-klassieke opname)
  - Malcolm Cecil & Robert Margouleff (technici) voor Innervisions, uitgevoerd door Stevie Wonder
- Best Engineered Recording - Classical (Beste techniek op een klassieke opname)
  - Edwart T. Graham & Ray More (technici) voor Bartók: Concerto for Orchestra, uitgevoerd door The New York Philharmonic o.l.v. Pierre Boulez

### Gesproken Woord
- Best Spoken Word Recording
  - Jonathan Livingston Seagull - Richard Harris